# Portishead (альбом)
Portishead — однойменний другий студійний альбом англійського гурту електронної музики Portishead, випущений 29 вересня 1997 року лейблом Go! Discs. Обкладинка альбому — стоп-кадр з кліпу на пісню «All Mine».

## Музика
У Portishead гурт вирішив відмовитися від семплування інших записів, що було визначальною рисою їхнього дебютного альбому Dummy. Замість цього вони створили оригінальні фрагменти, які вплели в пісні, що призвело до більш текстурованого звучання. Єдиною піснею, в якій були використані семпли, стала «Only You», що включає елементи «Inspector Clouseau» Кена Торна та «She Said» The Pharcyde. «Western Eyes» вказана як семпл «Hookers & Gin» гурту Sean Atkins Experience в примітках до альбому. Насправді цієї пісні не існує; як і більшість семплів на альбомі, вона була створена гуртом.

## Реліз
Випущений у вересні 1997 року, альбом посів 2 місце в UK Albums Chart і 21 місце в чарті Billboard 200.
3 грудня 2008 року Universal Music Japan перевидала Dummy і Portishead у вигляді лімітованої версії SHM-CD.

## Критичні відгуки
Portishead отримав схвальні відгуки критиків одразу після релізу. Журнал Spin високо оцінив альбом і зазначив, що гурт створив «готичну», «смертоносну» і «трипову» атмосферу. Коментуючи текстури музики, музичний журналіст Баррі Волтерс зауважив, що гурт став «темнішим, глибшим і тривожнішим» у порівнянні з попередньою роботою Dummy.

## Трек-лист
| #     | Назва              | Тривалість |
| ----- | ------------------ | ---------- |
| 1.    | «Cowboys»          | 4:38       |
| 2.    | «All Mine»         | 3:59       |
| 3.    | «Undenied»         | 4:18       |
| 4.    | «Half Day Closing» | 3:49       |
| 5.    | «Over»             | 4:00       |
| 6.    | «Humming»          | 6:02       |
| 7.    | «Mourning Air»     | 4:11       |
| 8.    | «Seven Months»     | 4:15       |
| 9.    | «Only You»         | 4:59       |
| 10.   | «Elysium»          | 5:54       |
| 11.   | «Western Eyes»     | 3:57       |
| 50:30 |                    |            |

## Персоналії
Усі пісні спродюсовані Джеффом Барроу, Адріаном Атлі, Бет Гіббонс і Дейвом Макдональдом.
Portishead
- Бет Гіббонс – вокал
- Адріан Атлі — гітара (1, 2, 4, 5, 7-10), бас (2, 4, 5, 7, 9), синтезатор (4, 6), родес-піано (9), піаніно (11)
- Джефф Барроу — ударні (4, 5, 9), електрофон, програмування, семплювання

Сесійні музиканти
- Клайв Дімер — ударні (1, 6, 7, 11), додаткові ударні (3)
- Шон Аткінс — бек-вокал (1, 11)
- Джон Бегготт — орган (9), піаніно (10)
- Енді Хейг — валторна (2)
- Бен Вагорн — валторна (2)
- Джон Корник — валторна (2), тромбон (7)
- С. Купер — скрипка (4)